# بانکا فینات
بانکا فینات (انگلیسی: Banca Finnat) شرکت خدمات مالی و بانکداری ایتالیایی است، که در سال ۱۸۹۸ تأسیس شد.